# Dilma
Dilma est un prénom portugais, variante de Delma, féminin de Delmo lui-même une déformation de l'espagnol Delmar ou transformation du prénom Adelmo, du germanique Adelhelm (edel et helm « noble protection »).

## Personnalités portant ce prénom
- Dilma Rousseff, économiste et femme politique brésilienne, élue présidente du Brésil.